# Albedo pojedynczego rozpraszania
Albedo pojedynczego rozpraszania – w teorii rozpraszania światła na małych cząstkach jest zdefiniowane jako stosunek efektywności rozpraszania do całkowitej efektywności ekstynkcji światła.